# عمر شریف پسر
عمر شریف پسر (به انگلیسی: .Omar Sharif Jr) (متولد مونترال، ۲۸ نوامبر ۱۹۸۳) بازیگر، مانکن، فعال حقوق همجنسگرایان مصری - کانادایی است که در حال حاضر در ایالات متحده آمریکا زندگی می‌کند.

## آغاز زندگی
شریف پسر یک پدر مسلمان به نام طارق و یک مادر یهودی به نام دبی است. پدربزرگ و مادربزرگ پدری او عمر شریف و فاتن حمامه که هر دو از بازیگران شناخته شده مصری بودند؛ پدربزرگ و مادربزرگ مادری او از بازماندگان هولوکاست بودند. در طول دوران کودکی، شریف، در بین مونترال، پاریس و قاهره در سفر بود.

## دوران حرفه ای
شریف بازیگری را با بازی در سریال مصری وق القمر، سریال کانادایی ویرجینی، فیلم مصری حسن و مارکوس و فیلم ایرلندی نوشتار مخفی تجربه کرد. هنگامی که او یک بازیگر شد پدربزرگش به او گفت: «من به تو نامم را دادم، من به تو ظاهرم را دادم. به تو چیزی دیگری نخواهم داد. تو باید خودت کاملاً از پس آن بر آیی.»
آخرین فیلمی که در آن بازی کرد، فیلمی کوتاه به نام ساعت یازدهم به کارگردانی جیم شریدان و با بازی سلما هایک در جشنواره ترایبکا ۲۰۱۷ برگزیده شد.
او همچنین به عنوان یک مانکن کار کرده‌است: او چهره کوکا کولا برای جهان عرب بود و در تبلیغات کالوین کلین در مصر ظاهر شد.
او یکی از مجریان هشتاد و سومین دوره جایزه اسکار بود و اجرایی به یاد ماندنی با کرک داگلاس داشت.

## دیگر
عمر مسلط به زبان‌های انگلیسی، فرانسوی، اسپانیایی، عربی، عبری و یدی است.